# Імператор Ґо-Сандзьо
Імператор Ґо-Сандзьо́ (яп. 後三条天皇, ごさんじょうてんのう, ґо-сандзьо тенно; 3 вересня 1034 — 15 червня 1073) — 71-й Імператор Японії, синтоїстське божество. Роки правління: 22 травня 1068 — 18 січня 1073. Ім'я перекладається як «Пізній Сандзьо», тому його також йменують Сандзьо II.
Другий син імператора Ґо-Судзаку. Його матір'ю була Садако, донька імператора Сандзьо. Замолоду звався принц Такахіто. 1045 року відповідно до волі батька його старший зведений брат імператор Ґо-Рейдзей призначив Такахіто спадкоємцем трону, незважаючи на невдоволення впливового кампаку Фудзівара но Йоріміті.
1068 року після раптової смерті імператора зійшов на трон. З огляду на вік у 34 роки та відсутність родинних зв'язків з кланом Фудзівара (його мати вперше за 120 років не належала до цього роду) Ґо-Сандзьо почував себе більш вільно стосовно могутніх Фудзівара. Невдовзі Почалося приховане протистояння імператора та кампаку Фудзівара но Норіміті. Разом з тим на 1068 рік серед куґе (вищої знаті) було 10 представників клану Мінамото, що сприяло намаганням Ґо-Сандзьо обмежити всевладдя Фудзівара.
Імператор продовжив спроби обмежити володіння сьоенів. Для цього 1069 року видав наказ про створення державної установи, яка б визначила та зібрала усі записи з набуття сьоенів аристократами. 1070 року видано було імператорський наказ про підготовку законів щодо виготовлення та торгівлі шовком. Також намагався реформувати фінансову систему. Того ж року Мінамото но Йорітосі і Кійохара но Садахіра здійснили похід на північ Хонсю, де підкорили останніх незалежних емісі, які мешкали на півостровах Цугару та Сімо-Кіта.
1072 року зрозумів, що невзмозі обмежити вплив роду Фудзівара. Тому зрікся престолу на користь свого сина — принца Садахіто, що став новим імператором Сіракава. Так, за рік до смерті, він запровадив систему ексімператорів інсей. Тепер фактичну владу здійснював останній, який вплинув на прийняття імператорський наказів за якими відбувся перерозподіл земельного фонду на користь імператорської родини та їх союзників, а потім передано керування фінансами від Фудзівара до вірних сановників. 1073 року став буддійським ченцем під ім'ям Конгоґьо.
Політичні погляди виклав у творі «Записки про вступ на престол ченця Ґо-Сандзьо».